# Ilija Asenov
Ilija Asenov (in bulgaro Илия Асенов?; 25 luglio 1925 – ...) è stato un cestista bulgaro.

## Carriera
Con la Bulgaria ha disputato le Olimpiadi del 1952 e tre edizioni dei Campionati europei (1947, 1951, 1953).